# Barkley Marathons
La Barkley Marathons è una ultramaratona trail che si tiene ogni anno nel Frozen Head State Park nella Morgan County in Tennessee, Stati Uniti.
Il percorso, che varia di anno in anno, consiste in cinque anelli di oltre 20 miglia di percorso fuori pista per un totale di 100 miglia (160 km). La gara è limitata a un periodo di 60 ore dall'inizio del primo anello e si svolge tra marzo e l'inizio di aprile di ogni anno. La gara è nota per la sua estrema difficoltà e per le sue numerose particolarità.

## Storia
Il percorso della Barkley naque da un'idea di Gary “Lazarus Lake” Cantrell e Karl “Raw Dog” Henn. L'idea della gara fu ispirata dalla notizia dell'evasione nel 1977 di James Earl Ray, l'assassino di Martin Luther King Jr., dal vicino penitenziario statale di Brushy Mountain. Ray percorse solo circa 12 miglia (19 km) dopo aver corso per 54,5 ore nei boschi nascondendosi dalle ricerche aeree durante il giorno. Cantrell si disse: “Potrei fare almeno 100 miglia”, prendendo in giro il basso chilometraggio di Ray. Così nacque la Barkley Marathons. Cantrell ha intitolato la gara al suo vicino di casa e compagno di corsa di lunga data, Barry Barkley. La prima edizione è stata corsa nel 1986. Barkley morì nel 2019 all'età di 70 anni.
Nei primi anni, il Barkley era di circa 50–55 miglia (80–89 km), con circa 25,000–27,000 piedi (7,620–8,230 m) di salita. Nel 1988 “Frozen” Ed Furtaw, della Carolina del Nord, è stato il primo a terminare la versione breve originale del percorso con un tempo di 32h14'. Nel 1989 il percorso fu ampliato. La versione 55 miglia (89 km) fu chiamata “quella corta” e la versione 100 miglia (160 km) “quella lunga”. Nel 1995, Mark Williams, del Regno Unito, fu il primo a concludere la versione completa e più lunga della Barkley Marathons con un tempo di 59:28:48.
L'evento del 2020 è stato cancellato a causa della pandemia di COVID-19.
Nel 2023, la podista britannica Jasmin Paris è diventata la quarta donna a completare due volte la “Fun Run” a tre giri e solo la seconda a iniziare il quarto giro. Sue Johnston ha iniziato il quarto anello nel 2001. Le precedenti donne che hanno completato la “Fun Run” a 3 giri sono Suzi Thibeault (1991, 1994), Nancy Hamilton (1991, 1993), Sue Johnston (2000, 2001) e Beverley Anderson-Abbs (2012, 2013). Tutte hanno completato la “Fun Run” a 3 giri due volte. Nel 2024, Paris è diventata la prima donna a completare tutti e cinque i loop entro il tempo limite, terminando l'evento 99 secondi prima del limite di 60 ore.

## Informazioni sulla gara

### Partecipanti
La Barkley è limitata a 40 corridori e di solito si riempie rapidamente il giorno stesso dell'apertura delle iscrizioni. I requisiti e i tempi per presentare la domanda di iscrizione sono un segreto strettamente custodito e nessun dettaglio viene pubblicizzato pubblicamente. I potenziali partecipanti devono completare un saggio su “Perché dovrei essere autorizzato a correre nel Barkley”, pagare una tassa di iscrizione di 1,60 dollari e completare altri requisiti soggetti a modifiche. Se accettato, il partecipante riceve una “lettera di condoglianze”. Al momento dell'arrivo, i corridori che partecipano per la prima volta alla Barkley, detti “vergini”, devono portare con sé una targa del proprio stato/paese come parte della tassa d'ingresso. I corridori precedenti sono tenuti a portare un'ulteriore “tassa” che in passato comprendeva oggetti come una camicia bianca, calzini o una camicia di flanella, come donazione per il fatto di non aver finito. Queste donazioni sono apparentemente basate sulle necessità di Lake in quel momento. Chi ha già terminato la maratona e vuole tornare a correre deve presentare un pacchetto di sigarette Camel come parte della quota di iscrizione. Il pettorale numero uno viene sempre assegnato alla persona che si ritiene abbia meno probabilità di finire un giro tra tutti coloro che si sono iscritti; un “sacrificio umano”, come lo chiama Cantrell.

### Percorso
Il percorso, che è stato modificato più volte in termini di distanza, percorso e altitudine dalla sua prima edizione, consiste attualmente in un anello non segnalato di circa 20-miglio (32 km), senza fermate intermedie, tranne che per l'acqua in due punti del percorso. I corridori possono studiare e copiare la mappa del percorso prima della gara, ma una volta che la gara è iniziata devono navigare solo con i propri appunti. L'anello inizia e termina al cancello giallo della strada, dove rimangono parcheggiate le auto dei corridori e dei sostenitori. I corridori della versione da 100 miglia percorrono questo anello per cinque volte, in senso antiorario per il secondo e il quarto anello, poi ogni corridore alterna la direzione nel quinto anello, a scelta del primo classificato. A seconda dell'orario di inizio del primo giro, il secondo e il quarto giro vengono percorsi di notte, oppure il primo, il terzo e il quinto giro vengono percorsi di notte. I corridori che completano tre circuiti dell'anello (60 miglia) sono considerati “fun run”.
Con 54 200 piedi (16 500 m) di salita verticale accumulata (e altrettanta discesa), la 100 miglia è considerata una delle ultramaratone più impegnative degli Stati Uniti, se non del mondo. Secondo una statistica del 2018, circa il 55% delle gare si erano concluse con nessun completamento.
Le distanze di 100 e 60 miglia sono nominali. Mentre la distanza nominale è di 20 miglia, che copre solo la distanza orizzontale, la lunghezza effettiva dell'anello varia a causa delle variazioni altimetriche del percorso. Alcuni Template:Chi dicono che l'anello è lungo fino a 26 miglia (42 km), il che significa 130 miglia (210 km) per la gara completa e 78 miglia (126 km) per la “fun run”. Il percorso di gara non è coerente tra gli anni; Cantrell lo modifica per garantire che rimanga “all'orizzonte del potenziale umano”, rendendolo più difficile ogni volta che qualcuno lo termina. Cantrell sostiene che la maggior parte dei corridori dovrebbe fallire nel completare la gara, poiché il fallimento è essenziale per la crescita.

### Tempo ed altri requisiti

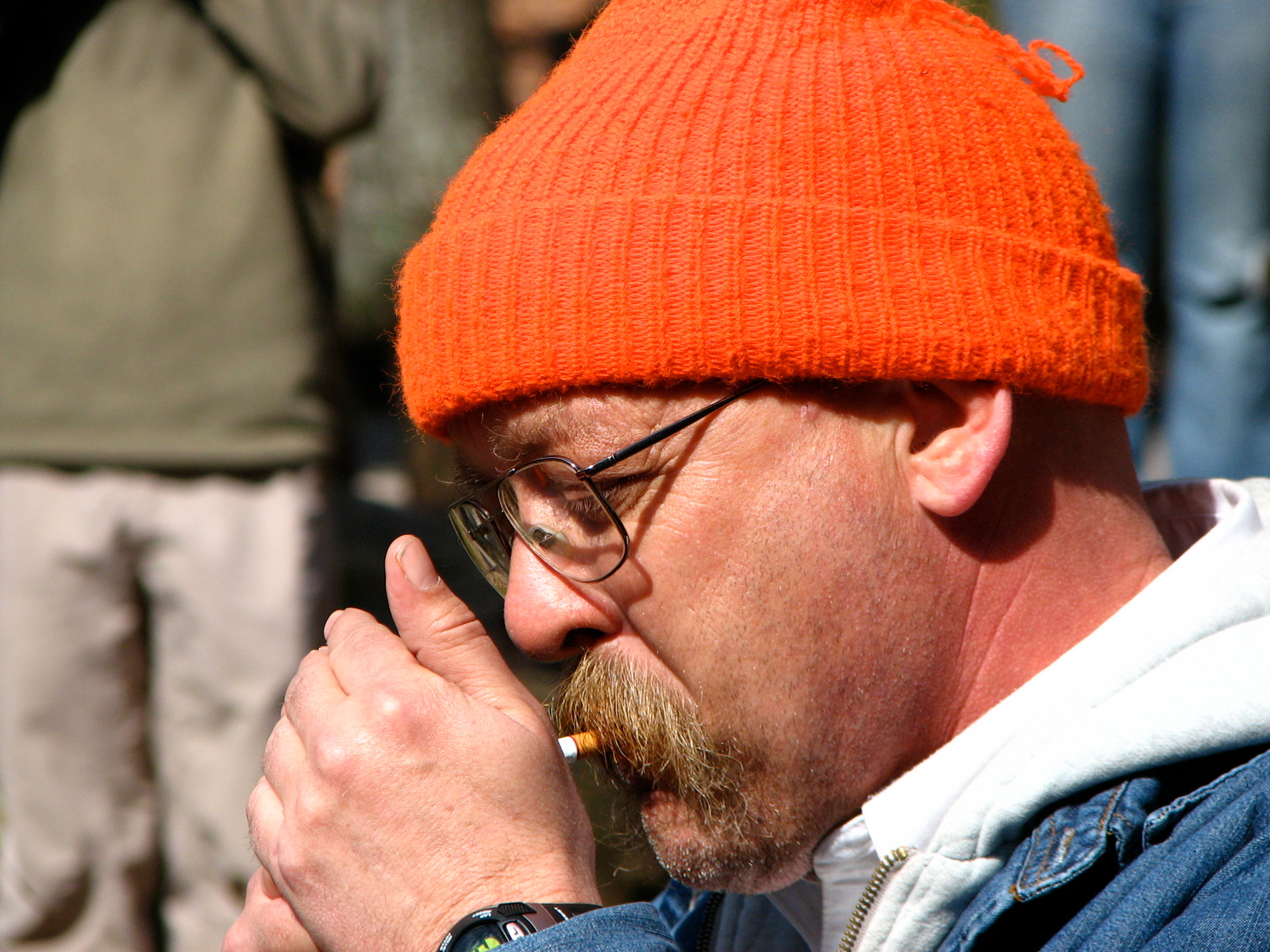
Cantrell accende una sigaretta per segnalare l'inizio della Barkley Marathons nel 2009.

Il Barkley inizia in qualsiasi momento da mezzanotte a mezzogiorno del giorno della gara, e un'ora prima dell'inizio della gara è segnalata dallo squillo di una tromba. La gara inizia ufficialmente quando il direttore di gara si accende una sigaretta.
Oltre a correre, i concorrenti devono trovare tra i 9 e i 15 libri lungo il percorso (il numero esatto varia ogni anno) e rimuovere da ogni libro la pagina corrispondente al numero di gara del corridore come prova di completamento. Per questo motivo, ai concorrenti vengono assegnati solo numeri dispari. I concorrenti ricevono un nuovo numero di gara, e quindi un nuovo requisito di pagina, all'inizio di ogni giro.
Il tempo limite per la gara di 100 miglia è di 60 ore complessive, o una media di 12 ore per ogni giro, e il limite per la versione di 60 miglia della gara è di 40 ore complessive, con una media di 13 ore e 20 minuti per ogni giro. Questo dato comprende anche il tempo di riposo/alimentazione tra un anello e l'altro. Una volta che il concorrente ha iniziato un giro (dal momento in cui tocca il famoso cancello giallo dopo aver ritirato il pettorale) non può ricevere assistenza, se non dai compagni di corsa, fino a quando non ha terminato il giro. Su oltre 1.000 partenze, la gara di 100 miglia è stata completata entro il limite ufficiale delle 60 ore per 26 volte da 20 corridori diversi, con un vincitore per due volte, un vincitore per tre volte e un vincitore per quattro volte. Tuttavia, nel 2006, nessuno ha concluso la “fun run” di 60 miglia in meno di 60 ore. Prima del traguardo di Jasmin Paris nel 2024 e della sua prestazione del 2023 (arrivare al 9° libro al 4º giro), il miglior risultato femminile è stato quello di Sue Johnston 66 miglia (106 km) nel 2001. Più di 30 concorrenti non sono riusciti a raggiungere il primo libro (due miglia).
Quando un corridore abbandona la gara, un trombettiere suona al suo ritorno al punto di partenza/termine.
Nel 2017, Gary Robbins della Columbia Britannica, ha raggiunto il cancello d'arrivo a soli sei secondi dal termine delle 60 ore, diventando quasi il 16° corridore ad aver completato la Barkley. Tuttavia, aveva sbagliato strada nelle fasi finali della gara, tagliando così due miglia dal percorso; sarebbe stato squalificato anche se fosse stato più veloce. “Il tempo, in quella situazione, non ha alcun significato”, ha detto Cantrell a proposito dei sei secondi di superamento.
Nel 2022, la gara ha avuto la seconda partenza più precoce della storia, con l'accensione della sigaretta cerimoniale l'8 marzo alle 6:54 ora locale. L'unica data precedente è stata quella del primo evento, il 1986, quando la gara è iniziata il 1º marzo.

## Gare completate
| Anno | Nome               | Nazionalità   | Tempo    | Note                     |
| ---- | ------------------ | ------------- | -------- | ------------------------ |
| 1995 | Mark Williams      |               | 59:28:48 | Primo uomo a completare  |
| 2001 | David Horton       |               | 58:21:00 | Nuovo record             |
| 2001 | Blake Wood         |               | 58:21:01 |                          |
| 2003 | Teddy Keizer       | USA           | 56:57:52 | Nuovo record             |
| 2004 | Mike Tilden        |               | 57:25:18 |                          |
| 2004 | Jim Nelson         |               | 57:28:25 |                          |
| 2008 | Brian Robinson     | USA           | 55:42:27 | Nuovo record             |
| 2009 | Andrew Thompson    |               | 57:37:19 |                          |
| 2010 | Jonathan Basham    | USA           | 59:18:44 |                          |
| 2011 | Brett Maune (1)    | USA           | 57:13:33 |                          |
| 2012 | Brett Maune (2)    | USA           | 52:03:08 | Attuale record           |
| 2012 | Jared Campbell (1) |               | 56:00:16 |                          |
| 2012 | John Fegyveresi    |               | 59:41:21 |                          |
| 2013 | Nick Hollon        | USA           | 57:39:24 |                          |
| 2013 | Travis Wildeboer   |               | 58:41:45 |                          |
| 2014 | Jared Campbell (2) |               | 57:53:20 |                          |
| 2016 | Jared Campbell (3) |               | 59:32:30 |                          |
| 2017 | John Kelly (1)     | USA           | 59:30:53 |                          |
| 2023 | Aurélien Sanchez   | Francia       | 58:23:12 |                          |
| 2023 | John Kelly (2)     | USA           | 58:42:23 |                          |
| 2023 | Karel Sabbe        | Belgio        | 59:53:33 |                          |
| 2024 | Ihor Verys         | Ucraina       | 58:44:59 |                          |
| 2024 | John Kelly (3)     | USA           | 59:15:38 |                          |
| 2024 | Jared Campbell (4) |               | 59:30:32 |                          |
| 2024 | Greig Hamilton     | Nuova Zelanda | 59:38:42 |                          |
| 2024 | Jasmin Paris       | Gran Bretagna | 59:58:21 | Prima donna a completare |